# 19 Canum Venaticorum
19 Canum Venaticorum este o stea din constelația Câinilor de Vânătoare.